# Kriget (film)
Kriget (originaltitel: Krigen) är en dansk film i regi av Tobias Lindholm, med Pilou Asbæk och Tuva Novotny, samt Søren Malling i huvudrollerna. Den handlar om ett danskt militärkompani i Afghanistan och hur kompanichefen blir anklagad för att ha begått ett krigsbrott. Filmen hade premiär under 2015.

## Medverkande
- Pilou Asbæk som Claus Michael Pedersen
- Tuva Novotny som Maria Pedersen
- Søren Malling som Martin R. Olsen
- Dar Salim som Najib Bisma
- Charlotte Munck som Lisbeth Danning
- Dulfi Al-Jabouri som Lutfi Hassan

## Tillkomst
Filmen är producerad av Nordisk Film med stöd från DR TV och mottog åtta miljoner danska kronor från Danska filminstitutet. Inspelningen ägde rum i Köpenhamn och Konya, Turkiet, och avslutades i november 2014. Med undantag för huvudrollerna spelas soldaterna i filmen av verkliga danska soldater med erfarenhet från Afghanistan.